# Edward Austen
Pour les articles homonymes, voir Austen.

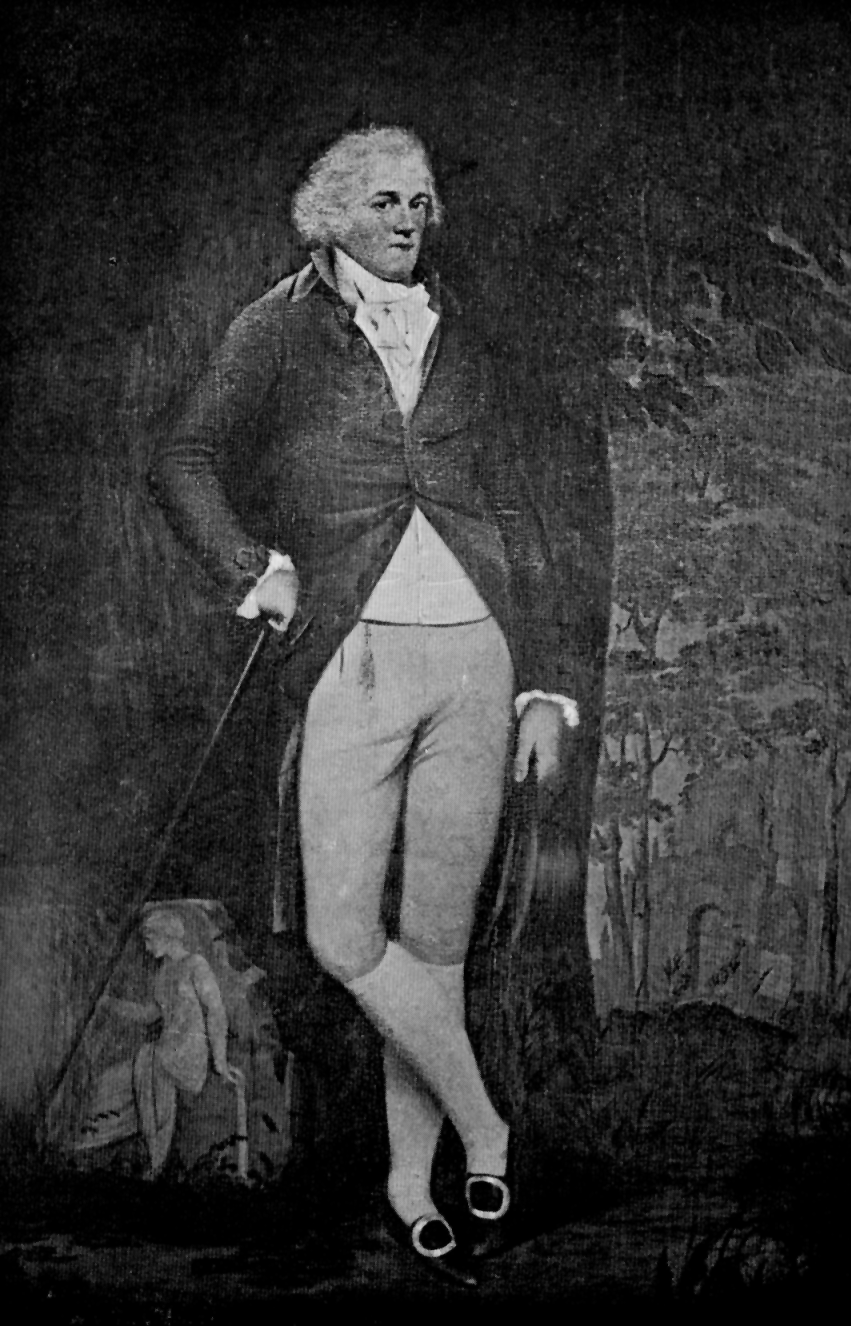
Portrait d'Edward Austen, vers 1788

Edward Austen (1768-1852) est l'un des six frères de la romancière anglaise Jane Austen. Il est adopté en 1783 par le riche Thomas Knight II et sa femme, ce qui lui assure une solide fortune.
Après la mort de son père, George Austen, en 1805, Mrs Austen et ses deux filles connaissent des difficultés financières ; Edward offre en 1809 de les héberger dans le grand cottage de Chawton House, dépendant de ses domaines du Hampshire.
À la mort de Catherine Knight, en 1812, sa mère adoptive, Edward et sa famille abandonnent le nom d'Austen pour prendre celui de Knight.
Lors de la faillite de la banque d'Henry en 1816, son frère Edward, lui aussi banquier, perd sa fortune et se retrouve lourdement endetté.

## Biographie
Edward Austen nait le 7 octobre 1768.

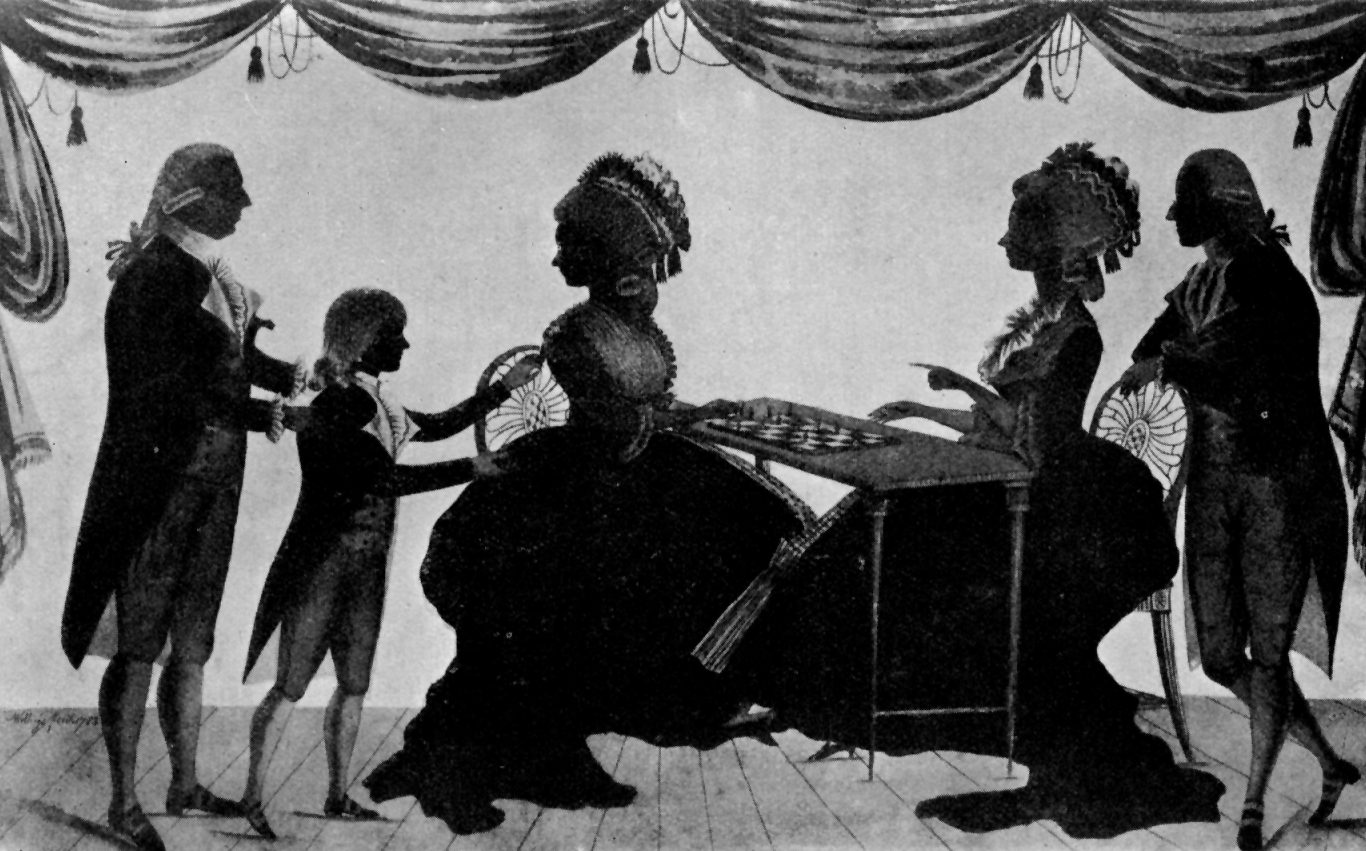
Présentation par le révérend George Austen du jeune Edward Austen à Mr et Mrs Thomas Knight de Godmersham. Fin du XVIIIe ou début du XIXe siècle, par un artiste anonyme.

Un événement particulier marque sa vie et le différencie de ses cinq frères : en 1783 en effet, il est adopté par le riche Thomas Knight II, de Godmersham Park (non loin de Canterbury, dans le Kent), et sa femme Catherine, née Knatchbull. En effet, Thomas Knight est un lointain cousin de la famille Austen, que son épouse et lui-même ont rencontrée en 1779 ; lors de cette visite, ils ont pu faire la connaissance d'Edward, alors âgé de 12 ans, et apprécier ses qualités. Aussi, lorsqu'il s'avère qu'ils ne peuvent avoir d'enfant, ils décident de faire d'Edward leur héritier, à charge pour lui de reprendre le nom des Knight.
En 1786, ses parents adoptifs l'envoient faire ce qu'on appelait le Grand Tour (Grand Tour), c'est-à-dire un tour d'Europe, et tout particulièrement de l'Italie. Ce voyage est destiné à parfaire la culture classique d'un jeune homme de la très haute société in situ. Edward découvre alors la Suisse, l'Italie, et passe un an à Dresde avant de revenir en Angleterre en 1788. Il retourne alors vivre à Godmersham avec les Knight.
Le 27 décembre 1791, Edward épouse Elizabeth Bridges, fille de Sir Brook et de Lady Fanny Bridges ; ils vivent à Rowling, dans le Kent.
En octobre 1794, Thomas Knight II, le père adoptif d'Edward, meurt en laissant ses domaines du Kent et du Hampshire à sa veuve, selon des dispositions testamentaires stipulant que l'héritage sera transmis à Edward après la mort de sa mère adoptive.
De la fin août à la fin octobre 1798, Jane Austen, sa sœur Cassandra et leurs parents séjournent chez Edward à Godmersham Park. De même, de la mi-mai à la fin juin 1799, Jane Austen et sa mère sont à Bath avec Edward ; c'est à cette époque que Jane Austen termine Susan, qui deviendra plus tard Northanger Abbey. Jane Austen et Cassandra retournent passer les mois de septembre et octobre 1802 à Godmersham, accompagnées cette fois par leur frère Charles, le benjamin de la famille. Dans la première quinzaine de septembre 1807, Edward organise une grande réunion familiale à Chawton Great House (« La Grande Maison de Chawton ») dans son domaine du Hampshire.
En janvier 1805, George Austen, le père de Jane, Cassandra, Edward et leurs frères, meurt soudainement. Mrs Austen, Jane et Cassandra vivent alors une période financièrement difficile, avant d'aller en 1806 partager la maison de leur frère Frank et de sa jeune épouse à Southampton.
Vers le début de l'année 1809, Edward offre à sa mère et à ses sœurs une situation plus stable en mettant à leur disposition un grand cottage qui fait partie de son domaine de Chawton (Hampshire) ; elles y emménagent en juillet, ce qui leur permet de mener une vie plus sereine, et à Jane d'écrire tous les jours après avoir retrouvé le goût et l'inspiration qui l'avaient quelque peu délaissée.
À la mort de Catherine Knight, née Knatchbull, Edward et sa famille reprennent le nom de « Knight ».
La faillite en 1816 de la banque de Henry Austen entraîne de très graves conséquences financières pour ses frères Frank, James, son oncle Perrot, et surtout Edward, qui perd 20 000 livres sterling, et se retrouve endetté. De leur côté, Henry et Frank ne peuvent plus allouer à leur mère et leurs sœurs la somme annuelle qu'ils leur versaient.
Edward Austen meurt en 1852.

## Enfants
Les Austen / Knight auront successivement onze enfants,,: 
- Fanny (1793 - 1882) ;
- Edward (1794-1879);
- George Thomas (1795–1867) ;
- Henry (1796-1843) ;
- Reverend William (1798-1873) ;
- Elizabeth (1800-1884) ;
- Marianne (1801-1896) ;
- Charles (1803–1867) ;
- Louisa (1804-1889) ;
- Cassandra Jane (1806-1842) ;
- Brook John (1808–1878).